# Асґард (Marvel Comics)
Асґард (англ. Asgard) — вигаданий світ, столиця дев'яти світів Іґґдрасілля, яке з'являлось у коміксах видавництва Marvel Comics, яке створене на основі однойменного небесного міста згермано-скандинавської міфології. Він займає чільне місце як в коміксах про Тора, так і у всьому всесвіті Marvel. Місто вперше з'явилось у коміксі Journey into Mystery #85 (Жовтень 1962), над яким працювали Стен Лі, Ларрі Лібер і Джек Кірбі. Після цього найчастіше з'являвся у мальописах про супергероя Тора.
Асґард згадувався не тільки в коміксах, але ще й в інших медіа. У фільмах Кіновсесвіту Marvel цей світ також згадувався, наприклад: «Тор» (2011), «Тор: Царство темряви» (2013), «Месники: Ера Альтрона» (2015), «Тор: Раґнарок» (2017), «Месники: Завершення» (2019) та «Тор: Кохання та грім» (2022).

## Локації
Асґардійські світи поділяються на деякі регіони:

### Дев'ять світів
| Назва світу                      | Коротке визначення                 |
| -------------------------------- | ---------------------------------- |
| Альвгейм англ. Alfheim           | Світ світлих ельфів.               |
| Асґард англ. Asgard              | Світ асів/асґардійців (асґардців). |
| Гельгейм англ. Helheim           | Світ мертвих.                      |
| Йотунгейм англ. Jotunheim        | Світ льодяних велетнів — йотунів.  |
| Мідґард англ. Midgard            | Світ людей (Земля).                |
| Муспельгейм англ. Muspelheim     | Світ демонів.                      |
| Нідавеллір англ. Nidavellir      | Світ гномів.                       |
| Свартальвгейм англ. Svartalfheim | Світ темних ельфів.                |
| Ванагейм англ. Vanaheim          | Світ ванів.                        |

### Інші світи та регіони
| Назва світу              | Коротке визначення                  |
| ------------------------ | ----------------------------------- |
| Ніфльгейм англ. Niflheim | Світ мертвих (вигнані, збезчещені). |
| Вальгалла англ. Valhalla | Світ загиблих шляхетних воїв.       |
| Норнгейм англ. Nornheim  | Світ, який керується Карніллою.     |
| Гевен/Небеса англ. Heven | Десятий світ, домівка ангелів.      |

## Раси
| Назва раси          | Назва раси     | Представники |
| ------------------- | -------------- | --- |
| Асґардці/Асґардійці | Аси            | Альдріф Одінсдоттір (Анжела), Амора Чародійка, Бальдер, Бор, Бурі, Бруннгільда, Фендрел, Фріґґа, Геймдалл, Гермод, Гільдеґард, Годер, Кельда, Лорелея, Маґні, Мімір, Одін, Сіф, Скурж Кат, Тор, Тюр, Відар, Вілі, Ве, Волла, Вольстаґґ |
| Асґардці/Асґардійці | Вани           | Фрей, Фрея, Ідунн, Ньйорд, Сіґин |
| Демони              | Демони         | Грінмір, Скалвейґ |
| Гноми               | Гноми          | Альфріґґ, Брокк, Двалін, Ейтрі, Ґрерр, Троґґ |
| Ельфи               | Світлі         | Аелтрі, Грінмір |
| Ельфи               | Темні          | Альфлис, Ґренделль, Кьюрс, Малекіт |
| Йотуни/Велетні      | Йотуни/Велетні | Анґербода, Фафнір, Фасольт, Ґерд, Ґимір, Гела, Лофей, Локі, Сіїнґард, Скаді, Скурж Кат, Солвейґ, Утґард-Локі, Відар, Суртур, Имір |
| Тролі               | Тролі          | Улік, Ґейрріодур, Улла, Аскелла, Ґаарк, Ґаррґ, Ґлеґґ, Ґрек, Ґрундор, Криллк, Мутос, Олік, Тарґо |
| Норни               | Норни          | Урж, Скалд, Верданді |
| Інші                | Інші           | Гоґун, Грімгарі, Карнілла, Моґул Містична гора |

## В інших медіа

### Телебачення
- «Людина-павук та його дивовижні друзі» в епізоді «Помста Локі»
- «The Super Hero Squad Show»
- «Месники: Могутні герої Землі» в епізоді «Могутній Тор»
- «Людина-павук. Щоденник супергероя» в епізоді «Польова поїздка»
- «Avengers Assemble» в епізоді «Планета Дума»
- «Hulk and the Agents of S.M.A.S.H.» в епізодах «За Асґард», «Days of Future Smash: Smashguard»
- «Вартові галактики» в епізоді «Ми — світове дерево»

### Фільм
- «Hulk vs. Thor»[13]
- «Thor: Tales of Asgard»[14]
- «Тор» (2001)[15]
- «Тор: Царство темряви» (2013)[16][17]
- «Тор: Раґнарок» (2017)
- «Месники: Завершення» (2019)
- «Тор: Кохання та грім» (2022)

### Відеоігри
- «Marvel: Ultimate Alliance»[18]
- «Marvel Super Hero Squad»[19]
- «Thor: God of Thunder»[20]
- «Marvel vs. Capcom 3: Fate of Two Worlds»
- «Ultimate Marvel vs. Capcom 3»
- «Marvel Super Hero Squad Online»
- «Lego Marvel Super Heroes»
- «Lego Marvel's Avengers»
- «Lego Marvel Super Heroes 2»
- «Marvel vs. Capcom Infinite»[21]